# Колчин (Любуське воєводство)
Колчин (пол. Kołczyn, нім. Költschen) — село в Польщі, у гміні Кшешиці Суленцинського повіту Любуського воєводства.
Населення — 368 осіб (2011).
У 1975-1998 роках село належало до Гожовського воєводства.

## Демографія
Демографічна структура станом на 31 березня 2011 року:
|          | Загалом | Допрацездатний вік | Працездатний вік | Постпрацездатний вік |
| -------- | ------- | ------------------ | ---------------- | -------------------- |
| Чоловіки | 188     | 32                 | 137              | 19                   |
| Жінки    | 180     | 24                 | 104              | 52                   |
| Разом    | 368     | 56                 | 241              | 71                   |